# Белагаш (Енбекшильдерский район)
Белагаш (каз. Белағаш) — упразднённое село в Енбекшильдерском районе Акмолинской области Казахстана. Входило в состав Краснофлотского сельского округа. Код КАТО — 114541106.

## География
Село в североной части района, на расстоянии примерно 70 километров (по прямой) к северо-востоку от административного центра района — города Степняк, в 10 километрах к север-востоку от административного центра сельского округа — села Краснофлотское.
Абсолютная высота — 210 метров над уровнем моря.
Ближайшие населённые пункты: село Краснофлотское — на юго-западе.

## История
Постановлением акимата Акмолинской области от 10 декабря 2009 года № а-13-532 и решением Акмолинского областного маслихата от 10 декабря 2009 года № 4С-19-5 село Белагаш было переведено в категорию иных поселений и включено в состав села Краснофлотское.

## Население
В 1989 году население села составляло 158 человек (из них казахи — 100%).
В 1999 году население села составляло 86 человек (40 мужчин и 46 женщин). По данным переписи 2009 года, в селе проживало 25 человек (14 мужчин и 11 женщин).
| Численность населения | Численность населения | Численность населения |
| 1989                  | 1999                  | 2009                  |
| --------------------- | --------------------- | --------------------- |
| 158                   | ↘86                   | ↘25                   |